# Erhard z Řezna
Svatý Erhard z Řezna (před 642 Narbonne, mezi 715–717) byl misijní biskup franského původu, jehož úkolem bylo obracet na křesťanskou víru obyvatele barbarského území Bavorska, podle diplomatické relace z roku 674 ho lze ztotožnit s opatem Erhardem z Ebersheimmünsteru.

## Život

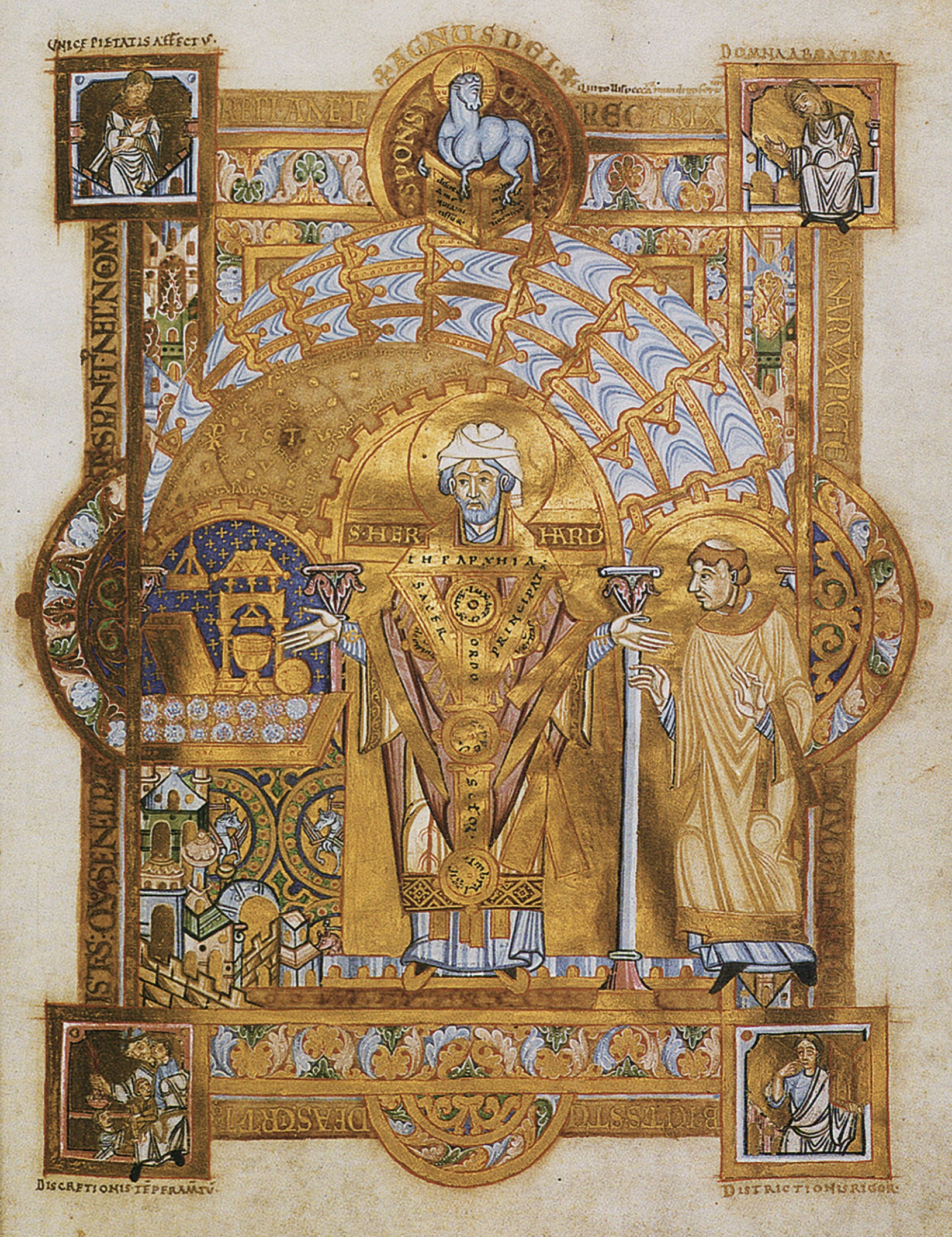
Erhard v biskupském oděvu, iluminace z Kodexu abatyše Uty, kolem 1070

Erhard pravděpodobně pocházel z Narbonne na jihu Francie. Na konci 7. století cestoval jako potulný mnich po Alsasku, založil zde řadu klášterů. V jednom z nich, Ebermünsteru (Ebersheimmünsteru), se stal opatem. Z té doby pochází legenda, že asi roku 662 byl povolán do kláštera benediktinek Balme-les-Dames v Burgundsku, kde dal křtem zázračně zrak svaté Otýlii, dceři alsaského vévody Atily, která byla od narození slepá. Mezi léty 680 a 690 přišel Erhard ke dvoru bavorských vévodů z Agilolfingeru v Řezně jako misijní biskup. Hlásal křesťanskou víru v Bavorsku ještě před tím, než vévoda Theodosius II. založil v Řezně diecézi.
Přesné datum jeho úmrtí není známo. Pravděpodobně zemřel v Řezně kolem roku 715 nebo roku 717. Jeho hrob a další archeologické nálezy se dochovaly v kryptě kostela řezenského Niedermünsteru. Jeho ostatky ve stříbrné relikviářové skříni z 19. století jsou vystaveny na severní straně kostela.
Jeho rodným bratrem byl svatý Hydulf, zakladatel benediktinského opatství v Moyenmoutier v kraji Vosges, které je památce všech tří jmenovaných zasvěceno.
8. října 1052 byl papežem sv. Lvem IX. kanonizován.

## Ikonografie
Bývá zobrazován jako biskup v pontifikálním oděvu s mitrou na hlavě a berlou v pravici, v nejstarší ilustraci Utina kodexu je vyobrazen v kasuli s paliem a s gestem oranta. V pozdějších sochách a malbách v levici drží knihu, na které má oči jako symbol zázračného prohlédnutí slepé Otýlie. Na oltářních deskách bývá přítomen ve dvojici se sv. Otýlií.

## Úcta ke sv. Erhardovi v Česku
- Katedrála svatého Víta v Praze: chórová kaple sv. Erharda a Otýlie byla zasvěcena pro ostatky obou svatých, které roku 1355 získal císař Karel IV. Druhotně byla zasvěcena sv. Janu Nepomuckému. Gotická freska křtu sv. Otýlie se na východní stěně kaple dochovala.
- Kostel sv. Erharda v Tatrovicích (okres Sokolov)